# Preservation of the Sign Language
Preservation of the Sign Language er en amerikansk stumfilm fra 1913.